# پارسی سره

پارسی سره با دبیرهٔ نستعلیق

پارسی سَره یا فارسی سره گونه‌ای از زبان فارسی است که واژگان ناپارسی نداشته یا دارای کمینه‌ای از آن‌ها باشد. به شیوه‌ای که گرایش به کاربرد پارسی دارد، سره‌گویی و سره‌نویسی، یا پارسی‌گویی و پارسی‌نویسی گویند.
زبان فارسی کنونی بازماندهٔ زبانی کهن است که در درازای تاریخ، واژگان بسیاری از زبان‌های دیگر وام گرفته و بسیاری از واژگانش فراموش شده‌اند؛ برای همین بخش بزرگی از دستور زبان فارسی کنونی و واژگان آن، ریشه در زبان‌های پارسی میانه و پارسی باستان دارد.
در چند هزار سال گذشته، زبان فارسی دچار دگرگونی‌های بسیاری بوده است که از علت‌های آن، وجود اقوام گوناگون، پیوند نزدیک با مردم کشورهای دیگر به دلیل گسترش ایران، حمله به ایران از سوی یونان تا هند، چیرگی تازیان و یورش مُنگُل‌ها بوده است.
این دگرگونی‌های تاریخی در ایران، سبب دگرگونی‌های سیاسی و فرهنگی و پیرو آن با دگرگونی‌های زبانی، زبان فارسی فراز و فرودهای فراوانی را تجربه کرده است. در پس این دگرگونی‌ها، همیشه دو گروه رویاروی هم بوده‌اند: گروهی که پارسی را ارج می‌نهادند و گرایش به پارسی‌نویسی داشتند و دوم گروهی که گرایش به زبان‌های دیگر داشته‌اند. این گرایش می‌توانست به زبان عربی، فرانسوی یا انگلیسی بوده باشد. در آغاز پیدایش فارسی این گروه به زبان عربی گرایش داشتند و امروزه در نقش پشتیبانی از زبان‌های اروپایی چهره می‌نمایند.

## دوران پیش از اسلام
گزینش و ساختن اصطلاح برای مفاهیم مورد نیاز در ایران پیشینه‌ای دور و درازی دارد و دستِ‌کم به دوران ساسانیان بازمی‌گردد. نوشته‌های بازمانده را می‌توان به سه دسته تقسیم کرد: نوشته‌های فارسی میانه، نوشته‌های فارسی دری (فارسی کلاسیک) و نوشته‌های فارسی نوین. زبان فارسی میانه که به باور بسیاری از کارشناسان دنباله و گونه دگرگون‌یافتهٔ زبان فارسی باستان است، در زمان ساسانیان زبان رسمی ایران بوده و همهٔ نوشته‌ها به این زبان نوشته می‌شد. به فرمان اردشیر و پسرش شاپور، کتاب‌های دوروثئوس، هرمس و بطلمیوس و کتاب‌های دیگر یونانی به فارسی میانه ترجمه شد و گمان می‌رود که برخی کتاب‌های دیگر در زمان شاپور اول ساسانی به فارسی میانه ترجمه شده بودند اما ترجمهٔ بیشتر آثار فلسفی به احتمال بسیار، در دورهٔ خسرو انوشیروان و از زبان سریانی صورت گرفت. چنین کنش‌های علمی، دانشمندان ایرانی را وامی‌داشت تا دست به واژه‌گزینی نیز بزنند که چند نمونه آنها در زیر می‌آید:
- Gēhān ī kōdak (کیهان کوچک)= micros kosmos
- Xrad dōsagīh (خرددوستی)= فلسفه= Philosophia
- Zamīg paymānīh (زمین‌پیمایی، زمین‌سنجی) = هندسه= Geometria.[۵]

## دوران آغازین پس از اسلام
زبان پارسی، از ابتدای غلبهٔ فرهنگ و زبان عربی، همواره با مشکل واژگان دخیل و موافقان و مخالفان روبه‌رو بوده است. در آغازِ رویارویی زبان فارسی و عربی، در میان پارسی‌زبانان، دو گرایش وجود داشت. گروهی فارسی‌گرا بودند و گروهی عربی‌گرا. فارسی‌گرایان که ابن سینا و جوزجانی و ناصرخسرو و افضل‌الدین کاشانی از برجستگان آنان بودند، بر این باور بودند که باید برای واژه‌های عربی و یونانی که برابرهای فارسی برگزید. در مقابل اینان، عربی‌گرایان قرار داشتند که معتقد به وام‌گیری از زبان عربی بودند. در آن زمان این گرایش غلبه یافت و فارسی به مدت چند سده به وام‌گیری گسترده از زبان عربی پرداخت. این گرایش موجب شد که وام‌گیری به عادت فارسی‌زبانان تبدیل شود. این عادت هنوز هم پابرجاست.
اگر کوشش کسانی چون فردوسی نبود، بیم آن می‌رفت که فارسی، این زبان هندو-اروپایی، از میان برود. نشانه‌هایی از این گونه نوشته‌ها را می‌توان در برخی از شاهکارهای پارسی یافت. در این شاهکارها، نشانه‌های سره‌گرایی آشکارا دیده می‌شود. شاهنامه فردوسی نمونه‌ای هویدا است از گرایش سره‌نویسانه. فردوسی به باور بسیاری از دانشوران آگاهانه از وام‌واژه‌ها پرهیخته است و کوشیده از واژه‌های بیگانه بهره نجوید. ادوارد براون دراین باره می‌گوید:از سوی دیگر سنجش میان شاهنامه و دیگر سرایندگانی که در این روزگار می‌زیسته‌اند و با فردوسی هم‌روزگارند، نشان می‌دهد که شمار وام‌واژه‌های شاهنامه بسیار کمتر از دیوان‌های دیگر است. می‌توان شاهنامه را با دیوان منوچهری، عنصری یا هر سراینده دیگری سنجید. از این سنجش به خوبی می‌توان دریافت که فردوسی آگاهانه و بخواست از به کاربردن واژه‌های بیگانه خودداری کرده است. (تاریخ ادبیات ادوارد براون، ص؟) فردوسی کوشش بسیار کرده که در حد توان واژه‌های عربی را در شاهنامه به کار نبرد. (همان، ص۲۱۰) دربارهٔ دیباچه شاهنامه ابومنصوری نیز نظر بهار آن است که گویا نگارنده آگاهانه و بخواست از آوردن واژگان عربی خودداری کرده است. (سبک‌شناسی، ج۱، ص۲۶۵)
برخی از نخستین کتاب‌هایی که در اواخر سده چهارم هجری به زبان فارسی دری نوشته شدند، کتاب‌های علمی بودند و در سده پنجم کتاب‌های علمی بسیاری به زبان فارسی نوشته شده بود. ابن سینا و بیرونی، کتاب‌هایی به زبان فارسی نوشتند که در آن‌ها واژه‌های علمی فارسی بسیاری ساخته شده است. از آن جمله می‌توان به دانشنامه علائی نگاشته ابن سینا اشاره کرد.

## سره‌نویسی در زمان کنونی
از سده سیزدهم هجری، جنبشی در ایران آغاز شد که پالایش پارسی را از واژگان، اصطلاحات و تعبیرات بیگانه، به ویژه عربی تجویز می‌کرد. این جنبش از زمان پادشاهی ناصرالدین شاه (۱۲۶۴–۱۳۱۳ق) آغاز شد و پس از چندی به صورت جنبشی درآمد که تا حدی بر آگاهی‌های تاریخی و تعصّب ملّی استوار بود. سره‌نویسی در سده سیزدهم هجری به دنبال ساده‌نویسی پدید آمد که واکنشی در برابر نثر مصنوع و دشوار آن روزگار بود.
در دوره نوین در آغاز راه، زمانی که برخی از نخستین آموزگاران مدرسه دارالفنون دست به کار نگارش کتاب‌های علمی فارسی شدند، هر جا به اصطلاح علمی یا فن تازه‌ای که در دانش‌های قدیم سابقه نداشت، برمی‌خوردند، آن را به عربی برمی‌گرداندند یا اصل فرانسوی را به کار می‌بردند.
از نخستین کسانی که در دورهٔ معاصر دست به سره‌نویسی زد، جلال‌الدین میرزا قاجار فرزند فتحعلی‌شاه قاجار بود. وی کتاب تاریخ‌نگاری خود که «نامهٔ خسروان» نام داشت و اثری سه‌جلدی در تاریخ عمومی ایران است، را در فاصلهٔ میان سال‌های ۱۲۸۵ تا ۱۲۸۸ هجری قمری نگاشت. وی نامهٔ خسروان را به پارسی سره نگاشت. ولی در سال‌های آغازینِ سدهٔ بیستم میلادی کوشش‌های بسیاری برای وضع اصطلاح‌های نو و واژه‌های علمی فارسی آغاز شد، افراد و گروه‌های جداگانه‌ای دست‌به‌کار واژه‌گزینی شدند و جداگانه معادل‌های بسیاری برای واژه‌های علمی وضع کردند. در سال ۱۳۱۱ خورشیدی، در دارالمعلمین عالی انجمنی برای واژه‌گزینی علمی به سرپرستی دکتر عیسی صدیق و زیرنظر دکتر حسین گل گلاب و دکتر محمود حسابی بنا نهاده شد که برابرهایی برای ۳۰۰۰ اصطلاح علمی وضع کرد و بیشتر این برابرها از پذیرش همگانی برخوردار شد.
پیشنهاد پالایش زبان فارسی از عربی در نیمهٔ دوم سدهٔ نوزدهم به دست گروه کوچکی از روشنفکران ناسیونالیست رومانتیک آغاز شد. نخستین تلاش سازمان‌یافته برای یافتن واژگان فارسی برای واژه‌های فنی نو، در آستانهٔ انقلاب مشروطه روی داد و به شکل‌گیری مجلس آکادمی انجامید که در سال ۱۲۸۲ش. (۱۹۰۳م) نشست‌های ماهانه برپا می‌کرد.
چند سازمان دیگر نیز که عمر کوتاهی داشتند و در دورهٔ سال‌های ۱۳۰۳ تا ۱۳۱۴ ش. (۱۹۲۴–۱۹۳۵ م) تشکیل شدند، به جست‌وجو برای واژگانِ فارسی به‌ویژه در پهنه‌های جدید نظامی و فنی ادامه دادند. این مهم به ابداع واژه‌های نامشخص بسیار و بحث‌های داغ به سود و ضد جنبش پالایش منجر شد.

## فرهنگستان زبان ایران
تلاش‌ها برای کاربرد واژه‌های فارسی پس از دیدار رضاشاه از ترکیه در ۱۳۱۳ ش. (۱۹۳۴ م) به اوج خود رسید و تحت‌تأثیر یک پروژهٔ همتا و مشابه از سوی آتاتورک قرار گرفت. در این شرایط بود که فرهنگستان زبان ایران در سال ۱۳۱۴ ش. به‌ابتکار محمدعلی فروغی نخست‌وزیر ایران بنیان‌گذاری شد و هدفش جایگزینی واژگان فارسی به‌جای عربی بود.
در جریان نوسازی ایران در دوران رضا شاه پهلوی، فرهنگستان ایران برای هماهنگ‌کردن کار واژه‌سازی تشکیل شد که مهم‌ترین دستاورد آن ساخت واژه‌هایی جایگزین برای واژه‌های بیگانه بود که امروزه بسیاری از آن‌ها در گفتار و نوشتار ایرانیان به‌کار می‌روند، مانند واژه‌های دانشگاه که برابر واژهٔ «university» و شهرداری که برابر واژهٔ «بلدیه» می‌باشند.
در آغازِ کارِ فرهنگستان نخست، برخی از اهل قلم مخالفت‌هایی با واژه‌سازی کردند و حتی واژه‌های نوساخته را به ریشخند گرفتند اما فرهنگستان زبان فارسی به کار خود ادامه داد و واژه‌هایی ساخت که اینک در جامعه فارسی‌زبان ایران رواگیده شده‌اند، برای نمونه: بازداشت، کودکستان، شهرداری، دادگاه، دادستان، نمایشگاه، خزه، گرده‌افشانی، فرودگاه و هزاران واژه دیگر.
فرهنگستان اول در جریان شش سال تکاپوی خود تا سال ۱۳۲۰ ش. بیش از ۳۵۰۰ واژه، از جمله نام مکان‌ها را هویدا کرد.
پس از یک مرحلهٔ طولانی تعطیلی که با برکناری رضاشاه در ۱۳۲۰ ش. آغاز شد، فرهنگستان زبان در سال ۱۳۴۹ ش. به ریاست صادق کیا دوباره کار خود را آغاز کرد. کیا که شاگرد ذبیح‌الله بهروز بود، یکی از هواداران سرسخت پالایش زبان پارسی از عربی به‌شمار می‌رفت. فرهنگستان دوم تا زمان انقلاب ۱۳۵۷، ۱۴۷۰ واژهٔ فنی را گردآوری و تصویب کرد. در این دوره، عواملی سبب افزایش سره‌گرایی شد که می‌توان به عوامل زیر اشاره کرد:
- نقش دولت در تشدید ملی‌گرایی
- باستان‌گرایی و روی آوردن به افتخارات گذشته
- عرب‌ستیزی افراطی
- علاقهٔ افراطی به زبان فارسی.[۱۵]

در سال ۱۳۹۰ خورشیدی حدود پنجاه گروه ویژستارانه واژه‌گزینی در فرهنگستان زبان و ادب فارسی (فرهنگستان سوم) کنشگری داشتند و از زمان انقلاب ۱۳۵۷ تا این سال بیش از ۳۵هزار برابر فارسی برای واژه‌های بیگانه به تصویب رسید که در هشت دفتر پراکنش یافته است.

## سره‌نویسی از دیدگاه صاحب‌نظران
سَره‌نویسی و سَره‌گرایی، همراهان و مخالفان خود را داشته و دارد، که در اینجا به‌شماری از آنان اشاره شده است:

### دیدگاه همسویان
همسویان سره‌نویسی بر این باورند که همین سره‌گرایی‌ست که مانع از نابودی زبان پارسی در دوران پس از تازش اقوام بیگانه شده است، وگرنه زبان فارسی شکست‌خوردهٔ زبان مهاجمان می‌شد.
- میرجلال‌الدین کزازی از پیشروان سره‌گرایی بر این باور است:یکی از هدف‌های سره‌گویی و سره‌نویسی این است که از زیان‌هایی که واژگان بیگانه به ساختار آوایی و گوش‌نواز زبان پارسی، و همچنین رسایی، پختگی و استواری آن وارد می‌کنند، جلوگیری کنیم. — پیش‌گفتار «واژه‌نامهٔ پارسی سره»، به‌انتشار فرهنگستان زبان پارسی
- فریده رازی نویسندهٔ معاصر و نویسندهٔ فرهنگ واژه‌های فارسی سره بر این باور است:[۱۷]

سره‌گرایی مربوط به همهٔ زبان‌هاست؛ یعنی پالایش زبان از واژه‌های بیگانه. ساختار زبان فارسی پیوندی است و می‌توان با آن واژه‌های جدیدی ساخت. زبان فارسی جایگاه رفیع و استواری دارد؛ و اِلا هر زبان دیگری که بود، تا حالا از بین رفته بود.— 
او نسبت به کسانی که سره‌گرایی و پاکسازی واژگانِ بیگانه را موجب لاغری زبان می‌دانند، بر این باور است:
زبان هر قدر ساده‌تر باشد، مردم برای یادگیری راغب‌تر می‌شوند. زبان وسیلهٔ وحدت است و بیش از هر چیز تحت‌تأثیر تغییر است و نیاز به گسترش دارد. زبان امروز ما با زبان سعدی فرق دارد. به کار بردن واژه‌های تازه واجب است. واژه‌های پرطمطراق دردی را دوا نمی‌کند. نثر امروز با نثر سعدی فرق کرده است و آن‌ها که بخواهند سعدی بخوانند، می‌خوانند.— 

### دیدگاه مخالفان
مخالفان خالص‌سازی زبان معتقدند که هیچ زبانی — جز زبان‌های ابتدایی — خالص نیست. زبان فارسی و دیگر زبان‌های فرهنگی و علمی، هیچ‌گاه خالص نبوده‌اند که اکنون عده‌ای سعی کنند به‌شکل تحمیلی و با واژگانِ خودساخته که در تاریخ زبان وجود نداشته، آن را خالصِ محض کنند. هیچ پروژهٔ مخربی بهتر از خالص‌گردانی کورکورانه منجر به نابودی یک هویت نخواهد شد. به عبارت دیگر، تلاش برای خالص کردنِ کامل زبان (که عملاً ممکن نیست)، منجر به نابودی زبان می‌شود و نه واژگان دخیل در آن.
- داریوش آشوری می‌گوید:[۲۰]

این نکته درست است که زبان سره، یعنی زبانی که هیچ آمیختگی با واژه‌های زبان دیگر نداشته باشد، زبانی است تنگ‌میدان و چه بسا جز زبان‌های قبیله‌های فروبسته در جنگل‌های آمازون یا آفریقا نتوانیم چنین زبانی را در تمام پهنهٔ متمدن و تاریخ‌دار جهان بیابیم. فارسی و عربی چه به‌عنوان دو زبان همسایه، چه به‌عنوان دو زبان در قلمروی یک فرهنگ دینی، می‌بایست با یکدیگر رابطه و دادوستد داشته باشند، چنانچه داشته‌اند، و می‌بایست بسیاری از واژه‌ها را از یکدیگر [وام] بگیرند، چنانچه گرفته‌اند. اما، همچنانکه همهٔ آشنایان می‌دانند، این جریان در مورد زبان عربی به غنای آن زبان یاری کرده و در مورد زبان فارسی روند دیگری در کار بوده که به ریشهٔ زبان فارسی آسیب رسانده و آن را سترون و دست‌وپابسته و نازا کرده است. اگر بپذیریم که زبان انبوهی از تک‌واژه‌ها نیست، بلکه جمله‌ها و ساختمان نحوی زبان است که یکایک واژه‌ها را معنادار می‌کند، درمی‌یابیم که مسئله، مسئلهٔ ریشهٔ یکایک واژه‌ها و این‌که از کجا آمده‌اند نیست. بسیاری از کسانی که در زمینهٔ بهکرد و بازسازی زبان فارسی در این چند دهه گام زده‌اند، دچار یک خطای بنیادی شده‌اند و آن این‌که یکباره و یکسره با هر واژهٔ «بیگانه» به دشمنی برخاسته‌اند و چه بسا دست‌وپایی نیز زده‌اند که برای یکایک آن‌ها چاره‌ای بیندیشند. بی‌گمان ریشهٔ واژه‌ها مهم است اما نه‌چندان که از همهٔ واژه‌های «بیگانه» چشم پوشیم، زیرا به بسیاری از آنها نیاز واقعی داریم. ملاک فارسی بودن یا نبودن واژه‌ها نیز آنست که گردش آن‌ها در دستگاه صرفی زبان چگونه است و چگونه جذب شده‌اند. برای مثال، واژه‌ای مانند «خبر» مهم نیست که از ریشهٔ عربی است، در حالی که با این واژه کوتاه دو سیلابی می‌توانیم ترکیب‌های گوناگون بسازیم، مانند: خبردار، خبرگیر، خبرچین، خبرگزار، خبرگزاری، خبرساز، خبرسازی، خبردهی، خبررسانی، خوش‌خبر، بدخبر، بی‌خبر، باخبر و… ولی اِخبار (از باب اِفعال) استخبار و مخابره و مخبر و هر واژهٔ دیگری ازین دست فارسی نیست، زیرا پیروی خود را از زبان اصلی از دست نداده و با هویت دستوری زبان اصلی وارد شده است. آری، مشکل اساسی، همچنان‌که امروزه بسیاری از اهل نظر و صاحبان قلم متوجه شده‌اند آنست که زبان فارسی‌زبانی است از نظر دستگاه صرفی پیروی دو دستور زبان جداگانه [عربی و پارسی] که به علت ساختمان ناهمگونشان با هم جوش‌خوردنی نیستند و در واقع، برای آموختن زبان نوشتاری فارسی باید دو زبان را آموخت.
با این حال برخی نیز به‌کل با هرگونه سره‌گرایی و تغییر در زبان مخالفند. از جمله پرویز ناتل خانلری و به‌خصوص علامه علی‌اکبر دهخدا:
- پرویز ناتل خانلری می‌نویسد:[۲۱]

آوازهٔ عیب و نقص فارسی از آن روز برخاست که گروهی، از جهل و تعصب، وجود لغات «عربی اصل» را در این زبان ناپسند شمردند و خواستند فارسی را پاک و خالص کنند. تا آن‌جا که از ایران‌دوستی بود بخشودنی و ستودنی است، اما قصهٔ دوستی خاله‌خرسه را هم البته شنیده‌اید… چه شد که علم و فن را رها کرده و در همین یک راه غیرت نشان می‌دهید؟ این غیرت دروغین از تنبلی برخاسته است… تحصیل علم و کسب هنر دشوار است و دیر می‌توان از این راه شهرت یافت. اما سنگ لغت و زبان را به سینه زدن و به جای کلمه‌ای معمول و متداول، که محتمل است اصل عربی داشته باشد، لفظی ساختگی و غالباً نادرست از خود درآوردن، کار آسانی است و از هر شاگرد مکتبی ساخته است. وقتی شوق خودنمایی با تنبلی و بی‌مایگی درآمیخت، چنین نتیجه‌ای از آن حاصل می‌شود… امروز کار به جایی رسیده است که هر کس خواندن و نوشتن می‌داند اگر چه سر و کارش با ادبیات نیست، از روی تفنن لغت هم می‌سازد و در قواعد زبان فارسی تصرفی می‌کند.— خانلری، نمونه‌هایی از نثر فصیح معاصر، برگه ۲۹۳
- علامه علی‌اکبر دهخدا می‌نویسد:[۲۲]

هر کس بگوید زبان فارسی باید خالص باشد، اول در قیافهٔ او تفرس و نظر باید کرد. اگر آثار حُمق و گولی پیداست جای ترحم است و اگر پیدا نیست، بی‌هیچ شک و شبهه مزدور دشمنان ملیت و قومیت است.— دهخدا، لغتنامه، جلد اول (مقدمه)
محمدتقی بهار نیز در جلد سوم از کتاب سبک‌شناسی، سره‌نویسی را نکوهیده و آن را انحرافی در نثر فارسی دانسته است:
و نمونهٔ سبک مزبور شیوه‌ایست که هنوز هم بدبختانه متداول است و آن را «فارسی سره!» نامند، و معروف‌ترین کتابی که در این شیوه نگارش یافته و از همه کمتر مغلوط می‌باشد «نامهٔ خسروان» تألیف جلال‌الدین میرزای قاجار پسر فتحعلی‌شاه است که تاریخ ایران را از کیومرث تا مرگ نادر و انقراض دودمان او، در سه جلد نوشته و از آوردن لغات مشکوک هم تا حدی خودداری کرده است و مضحک‌تر از همه آن است که مردی از پیروان این گروه نادان، در قرن سیزدهم گلستان سعدی را به پارسی سره مانند سیم ناسره سکهٔ فارسی بر سرزده است، و به‌گمان خود کار تازه و سره‌ای از وی سرزده و به ادبیات خدمتی کرده است!

### دیدگاه میانه‌رو
سره‌گرایان مدعی هستند که سره‌نویسی یا سره‌سازی با گوناگونی زبانی در جهان مشکلی ندارد و اینکه در سره‌گرایی کوشیده می‌شود تا از به‌کارگیری واژگان دیگر زبان‌ها پرهیز شود، به معنای دشمنی با ملت‌های دیگر و زبانشان نیست، زیرا هر زبانی در جای خود بسیار ارزشمند است و گویشوران این زبان‌ها نیز باید بر توانمندسازی زبان خود و زدودن آسیب‌هایی که به آن زبان رسیده است، کوشا باشند.
همواره باید کوشید که گفتار و نوشتاری ساده، زیبا و شیوا، مردم بیشتری را به سوی سره‌گرایی کشید. یکی از خرده‌هایی که به سره‌گرایی گرفته می‌شود این است که برای مردم کوچه و بازار و مردمی که با واژگان سره آشنایی ندارند و اندریافت گفتار و نوشتار سره کمی دشوار است. بزرگ‌ترین آسیب به سره‌گرایی زمانی است که گفتار و نوشتار، ناشیوا و نارسا و پر از واژگان ناآشنا که با آهنگ سخن نیز همخوانی ندارند باشد که با خود دلسردی و دلزدگی می‌آورند و مایهٔ واپس زدن پارسی سره از سوی مردم می‌شود. گفتار و نوشتار سره باید همراه با زیبایی، استواری، شیوایی و رسایی باشد. سره‌گویی تنها این نیست که واژه‌های بیگانه را با برابرهای پارسی آن جایگزین کرد، در سره‌گویی باید بهترین واژه‌ای را از میان برابرهای پارسی برگزید که با آهنگ و سامه نوشته همخوانی داشته باشد. دیگر آنکه در سره‌گویی گاه نمی‌توان تنها به‌سادگی واژه را جایگزین کرد، گاهی باید ساختار آن گزاره (~جمله) دگرگونی یابد و به ساختار پارسی درآید.
برای اینکه یک نوشته آمیخته به واژگان بیگانه، در پارسی امروزین را به پارسی سره‌ای شیوا و رسا بازگرداند، نیاز است تا سه گام پیموده شود:
- گام نخست، بازگرداندن به پارسی پالوده (کاربرد واژگان پارسی آشنا)،
- گام دوم، سره‌سازی (جایگزینی واژه‌های سره)،
- گام سوم، شیواسازی (ویرایش ساختار دستوری برای رسایی و زیبایی).[۲۵]

امروزه دیگر نمی‌توان سره‌گرایان را تنها در دو گروه مخالف و موافق جای داد، بلکه این موضوع دارای طیف گسترده‌ای از کاربران، نویسندگان و گویندگان است. برخی سره‌گرایان تلاش می‌کنند تا با شیوهٔ سره‌نویسی آرام و انعطاف‌پذیر، با حفظ واژگان بیگانه رایج، حفظ ساختار زبان فارسی و نیز کاربرد تدریجی واژگان پارسی، به‌طور آرام به سوی سره‌نویسی حرکت کنند. این شیوهٔ انعطاف‌پذیر دارای طیف گسترده‌ای در میان دانشمندان و متخصصان ایرانی در رشته‌های مختلف، مجله‌های علمی کشور و سازمان‌ها و نهادها است، به طوری که در برخی از اینها سره‌نویسی ناچیز ولی در برخی دیگر بسیار چشمگیر است. همچنین این موضوع را می‌توان آشکارا در شیوهٔ گزینش واژگان تخصصی تصویب‌شده در فرهنگستان زبان و ادب فارسی که برای رشته‌های مختلف در قالب کتابی جداگانه به چاپ رسیده است، به چشم دید.

## فرهنگ‌های فارسی سره

### پارسی بگوییم تازی نگوییم
پارسی بگوییم تازی نگوییم، نام کتابی است نوشته حمید رمضانی که در سال ۱۳۹۳ به چاپ رسید.

### فرهنگ واژه‌های فارسی سره
فرهنگ واژه‌های فارسی سره، کتابی است که در آن به معرفی واژه‌هایی فارسی که در گذشته به‌طور متداول در ادبیات نوشتاری و در فرهنگ‌های قدیم فارسی استفاده می‌شده، ولی به‌تدریج جای خود را به واژه‌های عربی داده‌اند، پرداخته است. این واژه‌ها کاربرد کمتری در زبان گفتاری و نوشتاری پیدا کرده‌اند. در این کتاب هدف واژه‌سازی نیست، بلکه منظور شناساندن واژه‌هایی است که به‌مرور فراموش شده یا کاربرد خود را از دست داده‌اند و کاربرد کمتری در زبان گفتاری و نوشتاری دارند.

### فرهنگ فارسی سره محسن پاکروان
فرهنگ فارسی سره از محسن پاکروان، پس از ۳۶ سال بررسی و پژوهش در فرهنگی ۲۴ جلدی نگارش و چاپ شده است. در این فرهنگ نزدیک به ۳۰۰هزار واژهٔ نوین فارسی ساخته شده است که تمامی واژگان ریشه‌ای فارسی دارند.